# Bombus securus
Bombus securus là một loài Hymenoptera trong họ Apidae. Loài này được Frison mô tả khoa học năm 1935.